# Тойла
То́йла (эст. Toila) — посёлок, расположенный на южном берегу Финского залива Балтийского моря. Административный центр волости Тойла в составе уезда Ида-Вирумаа Эстонии. Морской курорт.

## Население
По данным переписи населения 2011 года, в посёлке проживали 780 человек, из них 628 (80,5 %) — эстонцы.
По состоянию на 1 января 2020 года в посёлке проживали 862 человека, из них 442 женщины и 420 мужчин; детей в возрасте до 14 лет включительно — 127, лиц пенсионного возраста (65 лет и старше) — 171.
Динамика численности населения посёлка Тойла:
| Год     | 2000 | 2011  | 2017  | 2018  | 2019  | 2020  |
| ------- | ---- | ----- | ----- | ----- | ----- | ----- |
| Жителей | 800  | ↘ 780 | ↗ 826 | ↗ 834 | ↗ 849 | ↗ 862 |

## История
Следы древних поселений на месте современного Тойла отмечены священной рощей на высоком прибрежном утёсе и священным камнем в парке Ору. Старейший каменный могильник Эстонии был найден на месте нынешнего Тойлаского кладбища.
Местные захоронения разделялись на два типа по своему возрасту: II–IV и VII–VIII века н. э.
Первое упоминание о Тойла относится к 1428 году (Tulis, деревня). В 1547 году упоминается Toils, в 1688 году — Thoila (мыза). Деревня, находившаяся около шести километров к востоку от мызы, стала формироваться в конце XIX века (примерно в 1900 году упоминается Тойла). Еще в 1871 году она принадлежала мызе Тойла, а в начале XX века относилась в мызе Вока. В середине XX века деревня получила статус посёлка.
Летним курортом деревня Тойла стала в конце XIX века. Первые десятки летних дач были возведены в 1870-х годах, во второй половине века в устье реки Пюхайыги была построена гавань, известная среди местных жителей как «Королевская пристань» (Kuninga muul ). В 1914 год году число отдыхающих превысило тысячу человек, в то время как число жителей составляло около 500 человек. После Первой Мировой Войны численность отдыхающих из России резко сократилась, и в Тойла отдыхали всего несколько сотен человек, в основном эстонская интеллигенция.
В конце XIX века русский купец Григорий Елисеев (которому принадлежал магазин на Невском проспекте в Санкт-Петербурге) купил землю для своей новой летней резиденции в местечке Тойла-Ору, бывшем в то время частью поселения Тойла. Были возведены дворец в стиле итальянского ренессанса по проекту Гавриила Барановского и большой парк по проекту Георга Куфальдта. С 1934 по 1940 год дворец, известный как дворец Ору, использовался в качестве летней резиденции первого президента Эстонской Республики Константина Пятса. Дворец был разрушен во время Второй мировой войны.

## Инфраструктура
В посёлке есть частный детский сад, государственная гимназия, музыкально-художественная школа, культурно-спортивный центр, центральная (волостная) библиотека. Пять дней в неделю работает Центр семейного врача.
На территории посёлка находятся знаменитый санаторий и спа-отель «Тойла» (численность работников по состоянию на 30 июня 2020 года — 151 человек).

## Известные личности
- Русский поэт Игорь Северянин жил в посёлке с 1918 по 1935 год[19], а бывал с 1913 года.
- Президент Эстонии Константин Пятс с 1934 по 1940 год использовал дворец Ору в качестве летней резиденции[20].
- Русский писатель Фёдор Сологуб перед Первой Мировой войной жил на дачах в Тойла.